# Robin Schulz
Robin Alexander Schulz (Osnabrück; 28 de abril de 1987) es un DJ, remezclador y productor discográfico alemán. Saltó a la fama en 2014 tras lanzar su remix de la canción «Waves» del rapero Mr. Probz, que sería el primer sencillo de su álbum debut. El remix recibió una nominación a la Mejor Grabación No Clásica Remezclada en el 57º Premio Grammy Anual.
Su próximo sencillo, lanzado el 6 de junio de 2014, fue un remix de la canción «Prayer in C» de Lilly Wood & The Prick. Ambas remezclas han alcanzado los rankings musicales de muchos países europeos y de los Estados Unidos, lo que le llevó al reconocimiento internacional. Schulz cofundó Lausbuben Records junto a Daniel Bruns y Christopher Noble.

## Biografía
Empezó su carrera profesional a los 17 años de edad y rápidamente captó la atención de la industria mediante sus mezclas lanzados a través de SoundCloud. A principios de 2014 empezó a hacerse hueco en la escena musical por su versión remezclada de «Waves» del artista holandés de hip hop Mr. Probz, la cual fue descubierta a través de su página de SoundCloud. A mediados de 2014, volvió a llamar la atención con otra de sus remezclas, esta vez con un tema original de 2010 del dúo francés de pop-folk Lilly Wood & the Prick titulado «Prayer in C». Ambos remixes lideraron las listas de varios países europeos, lo que lo llevó al reconocimiento internacional.
En septiembre de 2014 lanzó un álbum de remixes titulado Prayer. Este álbum incluía también el sencillo «Sun Goes Down», con la colaboración de la cantante inglesa Jasmine Thompson. En 2015 fue nominado al Premio Grammy en la categoría Mejor grabación remezclada por su trabajo en «Waves» de Mr. Probz. En septiembre de 2015 lanzó su segundo álbum de estudio, titulado Sugar, que incluye el sencillo de mismo nombre y el éxito «Headlights».

## Carrera

### 2013–14: Prayer
Robin Schulz remezcló la canción "Waves" de Mr Probz a un tempo más rápido, el remix se lanzó como sencillo el 4 de febrero de 2014 en América del Norte y el 7 de febrero de 2014 en Europa. La canción se convirtió en un éxito mundial, encabezando las listas de éxitos en Austria, Alemania, Noruega, Suecia, Suiza y el Reino Unido, y alcanzó su punto máximo entre los cinco primeros en las listas de Dinamarca, Finlandia, Hungría, Irlanda e Italia. El 11 de noviembre de 2014 se lanzó una versión alternativa del remix de Schulz, con voces adicionales del rapero estadounidense T.I. y el cantante estadounidense Chris Brown. Schulz lanzó un remix de la canción "Prayer in C" de Lilly Wood and the Prick el 6 de junio de 2014. El remix encabezó las listas en Austria, Alemania, Suiza, Luxemburgo, Francia, Países Bajos, Bélgica, Grecia, Italia, Hungría, República Checa República, Eslovaquia, Polonia, Dinamarca, Finlandia, Noruega, Suecia, Portugal, España, Irlanda y el Reino Unido. Esta pista también alcanzó el top 10 en Australia y Nueva Zelanda y se posicionó en Canadá y Estados Unidos. Lanzó "Willst Du" como el tercer sencillo del álbum el 22 de agosto de 2014.
La canción se posicionó en Alemania, Austria y Suiza. El 24 de octubre de 2014, "Sun Goes Down" se lanzó como el cuarto sencillo del álbum, con voces de la cantante británica Jasmine Thompson. La canción alcanzó el número 2 en Alemania y el 3 en Austria, Polonia y Suiza. También se posicionó en Finlandia, Francia y Suecia.

### 2015: Sugar
Después del éxito de "Prayer in C" y "Waves", Schulz lanzó el sencillo principal de su segundo álbum de estudio titulado "Headlights" con voces del cantante y compositor estadounidense Ilsey. La canción tuvo un éxito leve en Europa. Más tarde, Schulz lanzó "Sugar" con la voz del cantante canadiense Francesco Yates. La canción también fue un éxito en Europa, y un éxito moderado en los Estados Unidos y Canadá. Schulz lanzó su segundo álbum del mismo nombre el 25 de septiembre de 2015. Un tercer sencillo titulado "Show Me Love" con Richard Judge se lanzó con un vídeo musical.

### 2016–presente: Uncovered
Un nuevo sencillo de Schulz se estrenó en su canal de YouTube el 24 de noviembre de 2016, titulado "Shed a Light" con el DJ francés David Guetta y el trío de DJs estadounidenses Cheat Codes en la producción, y un miembro de Cheat Codes en la voz. La canción se subió por primera vez como vídeo lírico, y luego tuvo un vídeo oficial el 31 de enero de 2017. Se hizo una película sobre Schulz, simplemente titulada Robin Schulz. La película estaba en proceso, con múltiples avances en su canal de YouTube a partir del 12 de octubre de 2016. La película oficial de 1 hora y 30 minutos se subió el 1 de marzo de 2017. Fue una película de estilo documental sobre la vida de Schulz después de los éxitos de su primer álbum, y también reveló su nueva línea de moda, llamada "Q/S Designed by Robin Schulz". La película también presenta a otros productores notables entrevistados, como Lost Frequencies, Axwell e Ingrosso, Oliver Heldens y Sam Feldt.
En agosto de 2022 lanzó "Miss You". Su versión suena casi igual que "Miss You" del productor berlinés Southstar que ya lanzó en mayo de 2022. Por eso, Schulz está acusado de haber robado la canción de Southstar.

## Discografía

### Álbumes
- Prayer (2014)[10]
- Sugar (2015)[11]
- Uncovered (2017)[12]
- IIII (2021)
- Pink (2024)

### Sencillos
- 2012: Rain[13]
- 2012: Feeling[14]
- 2012: To You[15]
- 2013: No Fun[16]
- 2013: Stone[17]
- 2013: Same[18]
- 2014: Willst Du (Robin Schulz & Alligatoah)[19]
- 2014: Prayer In C[20]
- 2014: Shape of my Heart[21]
- 2014: Sun Goes Down (con Jasmine Thompson)[22]
- 2015: Love Me Loud (Robin Schulz & M-22 & Alessia)[23]
- 2015: Headlights (con Ilsey)[24]
- 2015: Sugar (con Francesco Yates)[25]
- 2015: Yellow (con Disciples)[26]
- 2015: Show Me Love (con J.U.D.G.E.)[27]
- 2016: Heatwave (con Akon)[28]
- 2016: More than a Friend (con Nico Santos)[29]
- 2016: Shed a light (con David Guetta y Cheat Codes)[30]
- 2017: Ok (con James Blunt)[31]
- 2017: I Believe I`m Fine (con Hugel)[32]
- 2018: Unforgettable (con Marc Scibilia)[33]
- 2018: Oh Child (con Piso 21)[34]
- 2018: Right Now (vs. Nick Jonas)[35]
- 2018: Speechless (con Erika Sirola)[36]
- 2019: All This Love (con Harlœ)[37]

### Remixes
2012:
- Toben – My Life[38]

2013:
- Johnny Belinda – Activate Child
- Lights – Lexer
- David K feat. Yo-C – In Love[39]
- Möwe – Blauer Tag[40]
- KlangTherapeuten – Perlentaucher[41]
- Parra for Cuva feat. Anna Naklab – Swept Away[42]
- I am Frost – The Village[43]
- Mr. Probz – Waves[44]
- Faul & Wad Ad – Changes[45]

2014:
- Lilly Wood & the Prick – Prayer in C
- Clean Bandit feat. Jess Glynne – Rather Be
- Coldplay – A Sky Full of Stars
- David Guetta con Sam Martin – Dangerous

2015:
- Axwell Λ Ingrosso – Something New
- David Guetta feat. Sia & Fetty Wap – Bang My Head
- Rudimental feat. Ed Sheeran – Lay It All On Me
- Paul Kalkbrenner – Feed Your Head

2016:
- ARIZONA – I Was Wrong

2017:
- David Guetta feat. Justin Bieber – 2U
- Dimitri Vegas & Like Mike & David Guetta feat. Kiiara – Complicated
- Ed Sheeran – Perfect
- CamelPhat & Elderbrook – Cola

2018:
- Lauv – Chasing Fire
- David Guetta & Sia – Flames
- Bebe Rexha – I'm a Mess

2019:
- Emin – Let Me Go
- Calvin Harris & Rag'n'Bone Man – Giant
- Maître Gims & Maluma – Hola Señorita
- LUM!X & Gabry Ponte – Monster

## Ranking DJmag
| DJ           | 2015 | 2016 | 2017 | 2018 | 2019 | 2020 | 2021  |
| ------------ | ---- | ---- | ---- | ---- | ---- | ---- | ----- |
| Robin Schulz | 89.° | 69.° | 76.° | 60.° | 82.° | 99.° | 125.° |